# Mai Trần Hải
Mai Trần Hải (sinh năm 1952), quê ở Hà Nội, là một huấn luyện viên bóng đá Việt Nam. Ông từng huấn luyện viên của nhiều câu lạc bộ bóng đá Việt Nam như Than Quảng Ninh, Công An Hải Phòng, Công An Nhân Dân. Ông còn là một Đại tá phụ trách Bộ môn bóng đá của Bộ Công an.

## Sự nghiệp
Sinh ra từ đất Hà Thành, nhưng gần như trong suốt nửa cuộc đời ông lại gắn bó, cống hiến với bóng đá đất Mỏ (Than Quảng Ninh) và đất Cảng (Công an Hải Phòng). Tốt nghiệp khoá 7, khoa bóng đá trường ĐHTDTT TW 1, HLV Mai Trần Hải được mời về làm trưởng bộ môn bóng đá Quảng Ninh. Tại đây, ông được cử sang Ba Lan học lớp huấn luyện viên cùng những người làm bóng đá kỳ cựu: Trần Bảy, Thanh Toàn, Sỹ Hiển Trở về sau thời gian tu nghiệp, cũng tại vùng đất Mỏ này, chàng cử nhân trẻ tuổi được sở TDTT tỉnh Quảng Ninh tin tưởng, giao ngay trọng trách - dẫn dắt đội bóng Than Quảng Ninh.
26 tuổi, chưa có kinh nghiệm cầm quân, nhưng chàng trai trẻ Hà thành vẫn can đảm nhận trách nhiệm. Và thành công đầu đời cũng đã đến với ông. Là một HLV trẻ nhất cả nước, nhưng ông dẫn dắt Than Quảng Ninh lên Hạng A1. Mai Trần Hải bắt đầu được dư luận chú ý. Cầm quân ở Than Quảng Ninh nhiều năm nhưng phần vì năng lực của đội bóng, phần vì thiếu may mắn và nhiều lý do khác mà đội Than của Mai Trần Hải chưa một lần giành thứ hạng cao.
Năm 1998, Mai Trần Hải chia tay vùng đất Mỏ, khi giấc mơ còn dang dở. Ông được Sở Công an thành phố Hải Phòng mời về dẫn dắt đội bóng Công an Hải Phòng. Tại đây, Mai Trần Hải muốn xây dựng một lối chơi tấn công đầy khát vọng. Nhưng Công an Hải Phòng thời đó không mạnh. Hơn 4 năm dẫn dắt Công an Hải Phòng, Mai Trần Hải không thể vực đội bóng đất Cảng đạt được danh hiệu cao.
Năm 1998, tại giải Công an quốc tế mở rộng, Mai Trần Hải đã đưa Công an Hải Phòng lọt vào trận chung kết với Công an Thành phố Hồ Chí Minh. Tiếng còi kết thúc trận đấu vang lên, đội bóng của ông thua 1-2. Ngậm ngùi chấp nhận vị trí á quân.
Năm 2001, khi ngành Công an quyết định giải thể đội bóng Mai Trần Hải đã chọn việc trở về Thủ đô công tác tại Bộ Công an. Về Bộ Công an, ông được giao nhiệm vụ làm Trưởng bộ môn bóng đá. Giữ quân hàm Đại tá.
Năm 2007, ông được giao trọng trách tập hợp, huấn luyện dàn cầu thủ đã một thời vang bóng như: Minh Hiếu, Tuấn Thành, Thiện Quang tham dự giải bóng đá Công an Cảnh sát các nước Asian 2007. Những nỗ lực của Minh Hiếu, Tuấn Thành, và cả đội đã được đền đáp với Chức vô địch.
Bộ Công an đã giao nhiệm vụ cho ngành, với mục tiêu đưa đội bóng Công An Nhân Dân trở lại giải đấu cao nhất của Việt Nam. Một niềm vui cho toàn ngành Công an nói chung và của HLV Mai Trần Hải nói riêng. Ngày 7/4/2008, thay mặt lãnh đạo Bộ Công an, Thượng tướng Nguyễn Khánh Toàn - Thứ trưởng thường trực đã ký quyết định số 375/QĐ - BCA (X15) về việc thành lập Đội tuyển bóng đá Công An Nhân Dân do Mai Trần Hải làm huấn luyện viên trưởng, với thành phần nòng cốt là những cầu thủ đã tham dự giải bóng đá Công an Cảnh sát các nước Asian 2007.
Đầu mùa 2009, Huấn luyện viên Mai Trần Hải cùng lãnh đạo câu lạc bộ đã thực hiện việc mua lại suất chơi ở giải hạng Nhì của Quân khu 7 với giá 100 triệu đồng, đầu tư lực lượng để thăng hạng, nhưng cuối cùng ông vẫn chưa thể giúp đội bóng thăng hạng.

## Thành tích huấn luyện viên
Với Than Quảng Ninh
- Lên hạng (1): Giải bóng đá A2 Toàn quốc 1980

Với Công an Hải Phòng
- Huy chương Bạc (1): Cúp Công an, Cảnh sát Quốc tế 1998

Với Công An Nhân Dân
- Vô địch (1): Giải bóng đá Công an, Cảnh sát các nước ASEAN 2007
- Khuyến khích (1): Giải bóng đá Công an, Cảnh sát các nước ASEAN 2012